# Nothing (album Meshuggah)
Nothing – album szwedzkiej grupy muzycznej Meshuggah. Wydawnictwo ukazało się 6 sierpnia 2002 roku nakładem wytwórni muzycznej Nuclear Blast. Album został zarejestrowany w studiu Dug-Out, Area 51 i Fear and Loathing w miejscowości La Spånga.
31 października 2006 roku ukazała się reedycja albumu. Wydawnictwo zostało ponownie zarejestrowane z zastosowaniem ośmiostrunowych gitar elektrycznych. Oryginalna wersja płyty została nagrana z zastosowaniem przestrojonych o kwintę w dół gitar siedmiostrunowych. Ponadto jest dłuższy, jednakże zawiera tę samą liczbę utworów. Do albumu dołączono również płytę DVD zawierająca nagrania koncertowe.

## Lista utworów
| Nr  | Tytuł utworu                      | Słowa           | Muzyka                          | Długość |
| --- | --------------------------------- | --------------- | ------------------------------- | ------- |
| 1.  | „Stengah”                         | Tomas Haake     | Mårten Hagström, Tomas Haake    | 05:38   |
| 2.  | „Rational Gaze”                   | Tomas Haake     | Fredrik Thordendal              | 05:04   |
| 3.  | „Perpetual Black Second”          | Tomas Haake     | Mårten Hagström                 | 04:39   |
| 4.  | „Closed Eye Visuals”              | Tomas Haake     | Fredrik Thordendal              | 07:26   |
| 5.  | „Glints Collide”                  | Tomas Haake     | Fredrik Thordendal, Tomas Haake | 04:56   |
| 6.  | „Organic Shadows”                 | Tomas Haake     | Mårten Hagström, Tomas Haake    | 05:08   |
| 7.  | „Straws Pulled at Random”         | Tomas Haake     | Mårten Hagström                 | 05:10   |
| 8.  | „Spasm”                           | Tomas Haake     | Fredrik Thordendal, Tomas Haake | 04:15   |
| 9.  | „Nebulous”                        | Mårten Hagström | Mårten Hagström                 | 06:33   |
| 10. | „Obsidian” (utwór instrumentalny) |                 | Meshuggah                       | 04:20   |
|     |                                   |                 |                                 | 53:09   |

| Reedycja | Reedycja                          | Reedycja        | Reedycja                        | Reedycja |
| Nr       | Tytuł utworu                      | Słowa           | Muzyka                          | Długość  |
| -------- | --------------------------------- | --------------- | ------------------------------- | -------- |
| 1.       | „Stengah”                         | Tomas Haake     | Mårten Hagström, Tomas Haake    | 5:38     |
| 2.       | „Rational Gaze”                   | Tomas Haake     | Fredrik Thordendal              | 5:26     |
| 3.       | „Perpetual Black Second”          | Tomas Haake     | Mårten Hagström                 | 4:39     |
| 4.       | „Closed Eye Visuals”              | Tomas Haake     | Fredrik Thordendal              | 7:25     |
| 5.       | „Glints Collide”                  | Tomas Haake     | Fredrik Thordendal, Tomas Haake | 4:56     |
| 6.       | „Organic Shadows”                 | Tomas Haake     | Mårten Hagström, Tomas Haake    | 5:20     |
| 7.       | „Straws Pulled at Random”         | Tomas Haake     | Mårten Hagström                 | 5:16     |
| 8.       | „Spasm”                           | Tomas Haake     | Fredrik Thordendal, Tomas Haake | 4:14     |
| 9.       | „Nebulous”                        | Mårten Hagström | Mårten Hagström                 | 7:06     |
| 10.      | „Obsidian” (utwór instrumentalny) |                 | Meshuggah                       | 8:33     |
|          |                                   |                 |                                 | 58:33    |

| Bonus DVD | Bonus DVD                                              | Bonus DVD |
| Nr        | Tytuł utworu                                           | Długość   |
| --------- | ------------------------------------------------------ | --------- |
| 1.        | „Straws Pulled at Random” (Live at Download 2005)      |           |
| 2.        | „In Death – Is Death” (Live at Download 2005)          |           |
| 3.        | „Future Breed Machine” (Live at Download 2005)         |           |
| 4.        | „Rational Gaze” (official music video)                 |           |
| 5.        | „Shed” (official music video)                          |           |
| 6.        | „New Millennium Cyanide Christ” (official music video) |           |
| 7.        | „Rational Gaze” (Mr. Kidman Delirium Version)          |           |

## Twórcy
- Jens Kidman – śpiew
- Fredrik Thordendal – gitara prowadząca, gitara basowa, inżynieria dźwięku, miksowanie
- Mårten Hagström – gitara rytmiczna
- Tomas Haake – perkusja
- Dick Lövgren – gitara basowa (reedycja)